# 1926年10月法国联合航空布莱里奥155型飞机空难
1926年10月2日，法国联合航空的一架布莱里奥155型飞机（注册号F-AICQ）在英国肯特郡利镇上空发生空中起火事故，飞行员试图在彭斯赫斯特机场紧急迫降时坠毁。机上两名机组人员和五名乘客全部遇难。这是航空史上首次发生商用飞机空中起火事件。

## 飞机信息
失事飞机为注册编号F-AICQ、名为“克莱芒·阿代尔”的布莱里奥 155 型c/n 1飞机。该机于1926年五月被注册至法国联合航空。 唯一一架同型号飞机已在事发两个月前坠毁。

## 事故
1926年10月2日，该机于当地时间下午1时30分（格林尼治时间12时30分）从勒布尔歇机场起飞，计划飞往克罗伊登机场。机上人员有机长、工程师、两位男性乘客、三位女性乘客及1,800磅（约820公斤）货物，大多为汽车备件与毛皮。
格林尼治时间下午3时24分，飞行员向克罗伊登机场发出无线电信息：“一切正常，正在飞越汤布里奇。”然而在3时27分，目击者报告称，飞机的左侧上部发动机起火。火势迅速蔓延到机翼，飞机随即改变方向，显然是试图飞往彭斯赫斯特机场。目击者描述称，飞机尾部逐渐下沉，尽管试图稍微爬升了一些高度，但最终无法保持平衡。 随后，飞机翻转并俯冲坠地，机体被大火吞噬。飞机最终在肯特郡利镇一座名为“南伍德”（Southwood）的住宅庭院内坠毁。
三名民众和一名警员试图营救飞机上的乘客和机组人员。一名女性乘客被从残骸中拉出，但被发现已经死亡。飞行员在坠机时被甩出机外，当场身亡。机械师和其他四名乘客均被困在燃烧的残骸中，不幸遇难。在营救过程中，一个汽油（燃油）箱发生爆炸，导致无法继续施救，残骸最终被任其自行燃烧殆尽。
遇难者的遗体被移至南伍德庄园的马车房内，那里临时设立了一座停尸间。当地警方彻夜守护冒着余烟的残骸，一名来自空军部的官员于次日清晨抵达现场，对坠机事故展开调查。大约有6,000名围观者前来查看残骸，导致周边窄道严重拥堵。为了让调查人员能够顺利开展工作及防止证据受到污染，事故区域被封锁管控。
调查听证会于10月5日在希尔登伯勒的修道院举行。除了英国各大报纸的记者外，还有其他地区的媒体代表出席。听证会的证据主要围绕两个方面展开：遇难者的身份和事故原因。陪审团被告知可以提出任何他们认为适当的建议。一名医生作证称，所有遇难者均遭受了多处骨折，应该在事故发生不久后离世。飞机在飞行前经过检查，并由法国船级社签发了适航证书。机长经验丰富，总飞行时间超过2,000小时，自1920年以来便在法国联合航空任职。他曾在巴黎与伦敦间往返飞行61次。在被问及相关情况时，来自空军部的库珀少校（Major Cooper）表示，此前从未发生过空中客机起火的案例。陪审团最终对七名遇难者的死亡裁定为“意外死亡”。陪审团和验尸官均对围观者的行为表示谴责。

## 伤亡情况
| 国籍 | 机组 | 乘客 | 总数 |
| 英国 | –    | 5    | 5    |
| 法国 | 2    | –    | 2    |
| 总数 | 2    | 5    | 7    |